# غافث جاده
غافث جاده (نام علمی: Agrimonia striata) نام یک گونه از سرده آگریمونیا است.